# Хосе Енрике Варела
Хосе Енрике Варела (на испански: José Enrique Varela) е испански генерал от националистите по времето на Гражданската война в Испания.

## Биография
Варела започва военната си кариера през 1909 г. в испанската морска пехота, където служи 3 години. Варела се записва като новобранец в същия полк, в който баща му служи като сержант. Издига се от редник до чин сержант и след това постъпва в пехотно училище в Испания и се дипломира като лейтенант.
Връщайки се в Испанско Мароко, той се отличава в битка и крал Алфонсо XIII го награждава с орден на Свети Фердинанд, най-високото военно отличие на Испания, в два различни случая, несравнима чест за храброст в битка. Той командва местните марокански войски на регуларес и се издига до чин капитан по заслуги и участва в няколко кампании във войната в Мароко, основната от които е съвместният френско-испански морски десант при Алхусемас през 1925 г. Този десант променя курса на войната и ускорява края ѝ. Малко след това е повишен в подполковник и в полковник.
В началото на 30-те години е назначен във военна мисия в Нацистка Германия, Швейцария, Белгия и Франция, за да разшири военните си познания. С идването на републиката участва в неуспешният бунт на Хосе Санхурхо през 1932 г., за което е арестуван. Варела е освободен и се присъединява към карлистите и организира милицията на карлистите, в голямата военна организация, която прераства в Испанската гражданска война. Преоблечен като свещеник, чичо Пепе, той пътува из пиренейските села, организирайки хората и подготвяйки ги за война. Участва активно в планирането на бунта, който започва Гражданската война в Испания. През април 1936 г. правителството разбира за неговия заговор и го арестува.

### Гражданска война
Той е в затвора в Кадис, когато бунтът започва, но е освободен на 18 юли и помага за осигуряването на Кадис. Участва в много от кампаниите на войната, включително Севиля, Кордоба, Малага, Естремадура, долината Тежу, Алкасар, Мадрид, Харама, Брунете, Теруел и Ебро.

### Франкистка Испания
Приключвайки войната с чин генерал-майор, той е назначен за министър на войната в правителството на Франко през август 1939 г. и е смятан за представител на карлистката фракция там. По време на неговото министерство испанската армия е прочистена от малък брой офицери и подофицери, които се смятат за политически ненадеждни.
След падането на Франция през 1940 г. и последвалите опити за преговори на Хитлер с Франко, Варела е антинацист и водещ противник на влизането на Испания във войната на страната на Оста, въпреки че одобрява участието на Синята дивизия на Източния фронт срещу СССР.
Тъй като напрежението между карлистите и фалангистите в правителството нараства през 1942 г., Варела внушава на Франко, че карлистите са недостатъчно представени и предлага няколко схеми за реорганизация на кабинета. Насилието между фракциите избухва в базиликата Бегоня на 16 август 1942 г., когато фалангистите атакуват тълпа от карлисти с гранати, причинявайки много наранявания и вероятно няколко смъртни случая. Варела, който е в църквата по това време, поема инициативата срещу фалангистите и описва атентата срещу Бегоня като нападение срещу армията и възможен опит за убийство в телеграми до официални лица в цялата страна, недоволствайки от Франко. При следващите промени в кабинета през септември Варела е заменен като министър от генерал Карлос Асенсио Кабаниляс.
През 1945 г. Франко назначава Варела за върховен комисар на Испанско Мароко. По-късно става генерал-капитан на Мадрид. Умира от левкемия през 1951 г.
Впоследствие Франко дава на Варела посмъртно маркизска титла като маркиз на Сан Фернандо де Варела. След смъртта си също получава титлата генерал-капитан на армията, предадена от също починалия бивш диктатор Мигел Примо де Ривера през 1951 г. (до 1952 г., когато титлата е предоставена посмъртно и на генерал Хуан Ягуе). Варела е единственият испански военнослужещ, който се е издигнал от редник до генерал-капитан, най-високия ранг в армията.